# Bonarcado
Bidonì es una localidad italiana de la provincia de Oristán, región de Cerdeña,  con 1.639 habitantes.

## Evolución demográfica
| Gráfica de evolución demográfica de Bonarcado entre 1861 y 2001 |
|                                                                 |
| Fuente ISTAT - elaboración gráfica de Wikipedia                 |